# WestendDuo
Das WestendDuo (Arbeitstitel: Tower 24) ist ein Hochhaus im Westend von Frankfurt am Main. Der 96 Meter hohe Turm an der Bockenheimer Landstraße wurde von der Hochtief-Projektentwicklungsgesellschaft gebaut und Ende 2006 fertiggestellt. Entworfen wurde er von KSP Engel und Zimmermann Architekten.
Größter Einzelmieter ist die Anwaltssozietät Hengeler Mueller in den Stockwerken 6, 15 und 17 bis 25.

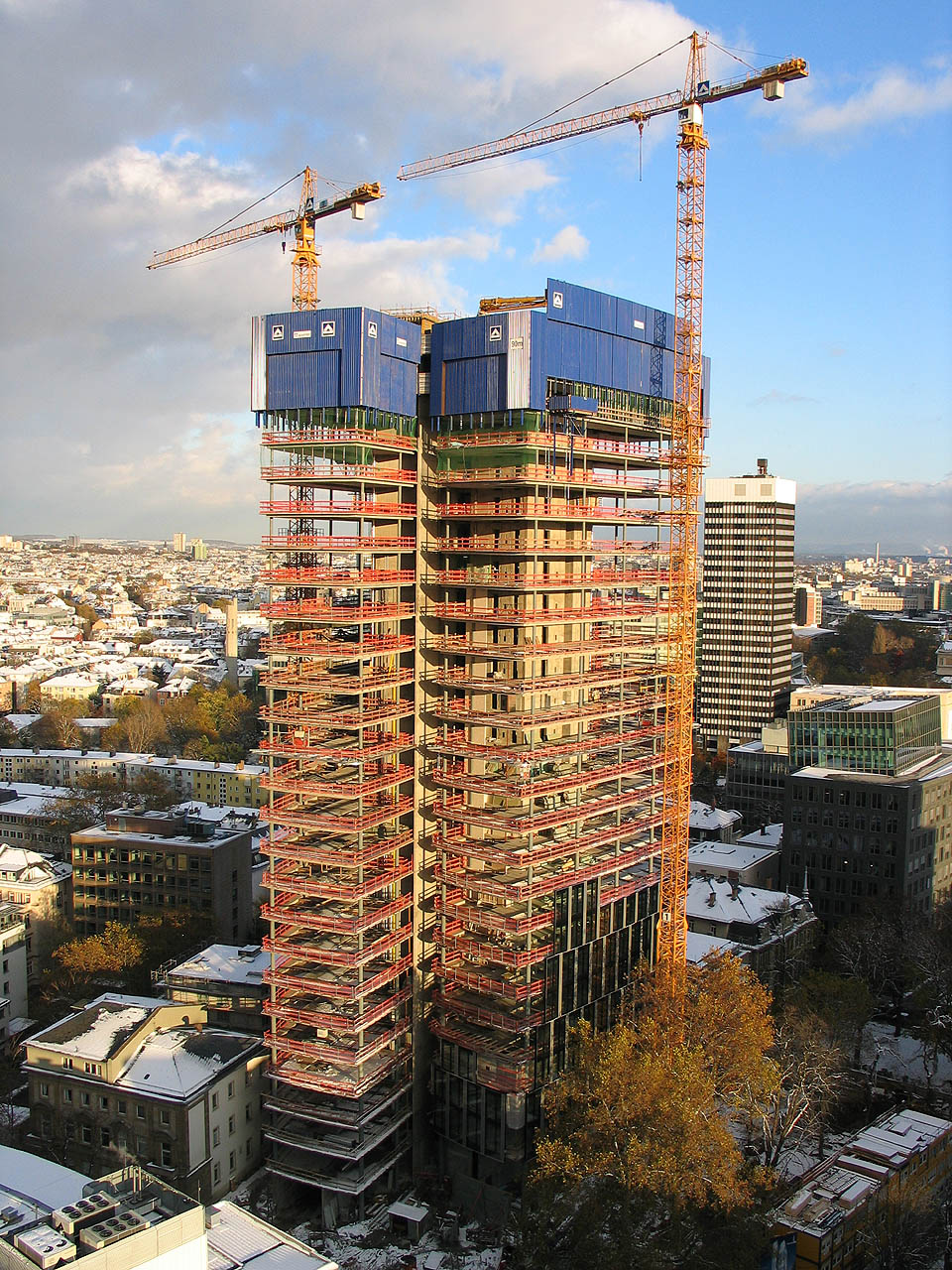
Rohbau des WestendDuo (November 2005)

Die Beheizung der 26 Stockwerke erfolgt durch Erdwärme. Das Erdgeschoss ist für die Öffentlichkeit in Form zweier Restaurants (Papa Napoli, Mangia Mangia) und eines Sushi-Ladens („Moriki To Go“) zugänglich, im ersten Stock befinden sich der Empfang und eine Filiale der Bank of China. Unter dem Gebäude befindet sich eine nichtöffentliche Tiefgarage mit vier Ebenen.
Auf dem Grundstück stand vorher ein Hochhaus von Egon Eiermann aus den 1960er Jahren, das trotz seines Stils nicht als denkmalschutzwürdig erachtet wurde, unter anderem weil in der Frankfurter Bürostadt Niederrad noch zwei stilistisch ähnliche Bauten stehen, die sogenannten Olivetti-Türme.
Im Januar 2007 verkaufte Hochtief das Gebäude an ING Real Estate zu einem Kaufpreis von mehr als 240 Millionen Euro.
Ende 2013 wurde das Gebäude von Deutsche Bank RREEF erworben.